# Јутарњи програм РТС-а
Јутарњи програм РТС-а је колажна телевизијска емисија информативног карактера која се емитује радним данима од 05:55 до 11:05 и викендом од 05 :55 до 09:00 на РТС 1 и РТС Свет.

## Историјат
Јутарњи програм се на Телевизији Београд (РТС) приказује од марта 1986. године у оквиру београдског ТВ програма (заједно са 16 година старијом Београдском хроником). Ово је био велики подухват за тадашњу телевизију која је била једна од малобројних европских телевизија (иза само британског BBC-а и ITV-a који су своје јутарње програме покренули 1983, француске државне телевизије која је са својим програмом почела 1985. и у отприлике исто време кад и Централна Телевизија Совјетског Савеза) које су емитовале и правиле овакву врсту програма у Европи.
Од великог броја новинара, репортера, уредника и др. који су током година сарађивали и доприносили реализацији Јутарњег програма, посебно је остао упамћен дугогодишњи уредник и водитељ Бане Вукашиновић.
Од 7. новембра 2024. године Јутарњи програм се емитује по новом концепту који је осмишљен са циљем модернизације емисије. У употреби је студио 11 (раније се користио студио 3) који је технолошки унапређен у складу са потребама тржишта. Такође, сам концепт емисије и визуелни идентитет су потпуно промењени, што представља прву значајну промену која није реализована још од лета 2011. године. 
Од маја 2025 на место главног уредника дошла је Дубравка Алексић,која је заменула Ненада Зорића. Oд јула 2025. јутрњи програм викедом води Николина Ракић.

## Опис емисије
Емисија има има три дела:
1. Први део од 05:55 до 08:00 у коме се јављају дежурни репортери, оператери АМСС и лекари Хитне помоћи,
2. Јутарњи Дневник који је конципиран као и остали дневници је други део емисије,
3. У трећем делу који траје радним данима од 08:35 до 11:00 јављају се дежурни репортери, оператери АМСС , лекари Хитне помоћи и актуелне политичке теме, док од 10:30 до 11:00 обилују прилози из света познатих, занимљивости, викендом од 08:35 до 09:00 такође обилују прилози из света познатих, занимљивости. Пред крај емисије обично гостује неко од популарних певача или певачица изводећи једну од својих песмама.
4. Од 10. маја 2010. до 2014.у јутарњи програм су се укључивали водитељи емисије Буђење са првог програма Радио Београда, Горица Нешовић и Драган Илић.

## Водитељи
Емисију воде: Бојана Марковић, Николина Ракић, Миља Гогић, Катарина Томовић, Марко Ивас и Миленко Кришан и Мирко Михајловић. Бивши водитељи Јутарњег програма РТС-а су: Весна Дедић, Бранислав Вукашиновић, Марија Миљевић Рајшић, Александар Туцаковић, Сања Маринковић, Рада Ђурић, Гордана Стијачић, Оливера Перковски, Маја Бојић,  Ивана Миленковић, , Тијана Јевтић, Бранко Веселиновић, Сања Драгићевић Бабић, Драгана Косјерина, Душица Спасић, Наташа Миљковић, Маја Николић, Славко Белеслин, Ана Бабић (сада Емић), Верица Брадић, Ирина Ивић (сада Ђорђић), Кристина Раденковић, Милан Срдић, Оливера Јовићевић, Оливера Ковачевић, Светлана Алексић (сада Грубор), Драган Јокић, Дубравка Алексић, Горан М. Јањић, Зорана Живадиновић, Игор Булат, Јована Јанковић (сада Јоксимовић) и Срђан Предојевић.